# Càrn Dearg (forêt d'Aberchalder)
Pour les articles homonymes, voir Càrn Dearg.
Le Càrn Dearg est une montagne du Royaume-Uni située en Écosse, dans les monts Grampians, à hauteur de la localité de Kilfinnan. Culminant à 817 mètres d'altitude, il est entouré au nord-ouest par l'extrémité méridionale du loch Oich, au nord par la forêt d'Aberchalder, au nord-est par le col Corrieyairack et au sud-ouest par l'extrémité septentrionale du loch Lochy. Un autre sommet appelé lui aussi Càrn Dearg se trouve juste au sud-sud-est, de l'autre côté d'un petit col.